# Nueve vidas
Nueve vidas es una película dramática estadounidense de 2005, la segunda del director Rodrigo García Barcha, y está protagonizada por Glenn Close, Holly Hunter, Dakota Fanning, Robin Wright y Joe Mantegna entre otros.
Considerada por la revista Time y el New York Times una de las diez mejores películas del 2005. Ganadora en el pasado Festival Internacional de Cine de Locarno y vista en los festivales de San Sebastián y el Festival de Cine de Sundance, es la cautivadora exploración de las experiencias individuales de nueve mujeres.
Mientras los protagonistas de una historia reaparecen como secundarios en otras, Rodrigo García desarrolla un tapiz de resonancia universal que brilla gracias a las interpretaciones de un increíble reparto. Presentando nueve personajes muy diferentes entre sí en una encrucijada emocional, Nueve Vidas examina cómo, a menudo, nos encontramos prisioneros de relaciones pasadas y presentes.

## Sinopsis
Explora las experiencias individuales de nueve mujeres contadas en una única secuencia.
Sandra (Elpidia Carrillo), está en prisión y quiere desesperadamente ver a su hija que ha ido a visitarla.
Diana (Robin Wright) se enfrenta de repente con una relación del pasado, cuando ya está embarazada de su nuevo marido.
Holly (Lisa Gay Hamilton) no puede seguir viviendo hasta que su padrastro reconozca el daño que ha causado.
Sonia (Holly Hunter) saca a luz un íntimo secreto a sus amigos más cercanos.
La adolescente Samantha (Amanda Seyfried) está atrapada en medio de la destructiva relación entre sus padres.
Lorna (Amy Brenneman) intenta reconfortar a su exmarido tras el suicidio de su mujer, sólo para descubrirse implicada en la trágica muerte.
Ruth (Sissy Spacek) considera apartarse de su vida matrimonial durante un encuentro en un motel.
Camille (Kathy Baker) se enfrenta a las limitaciones de su enfermedad.
Maggie (Glenn Close) permite que su propia vida se vea eclipsada por su joven hija Maria (Dakota Fanning).
El director 
profundiza en las vidas de estas nueve mujeres que se enfrentan a las alegrías y desilusiones de la vida, con una actitud que es a la vez esperanzadora y desgarradora.

## Premios
51.ª edición de los Premios Sant Jordi
| Categoría                           | Candidata    | Resultado |
| ----------------------------------- | ------------ | --------- |
| Mejor actriz en película extranjera | Robin Wright | Ganadora  |